# Hygrolembidium rigidum
Hygrolembidium rigidum là một loài Rêu trong họ Lepidoziaceae. Loài này được R.M. Schust. & J.J. Engel mô tả khoa học đầu tiên năm 1987.